# Adam ze Schwarzenbergu
Adam hrabě ze Schwarzenbergu (německy Adam Graf von Schwarzenberg, nebo též von Schwartzenberg, 26. srpna 1583, Gimborn, Severní Porýní-Vestfálsko – 14. března 1641, Berlín-Špandava), byl německý šlechtic, říšský hrabě ze starého šlechtického rodu Schwarzenbergů a vlivný poradce braniborského kurfiřta Jiřího Viléma. V letech 1625 až do své smrti roku 1641 byl velmistrem Braniborského balivátu Johanitského řádu.

## Život

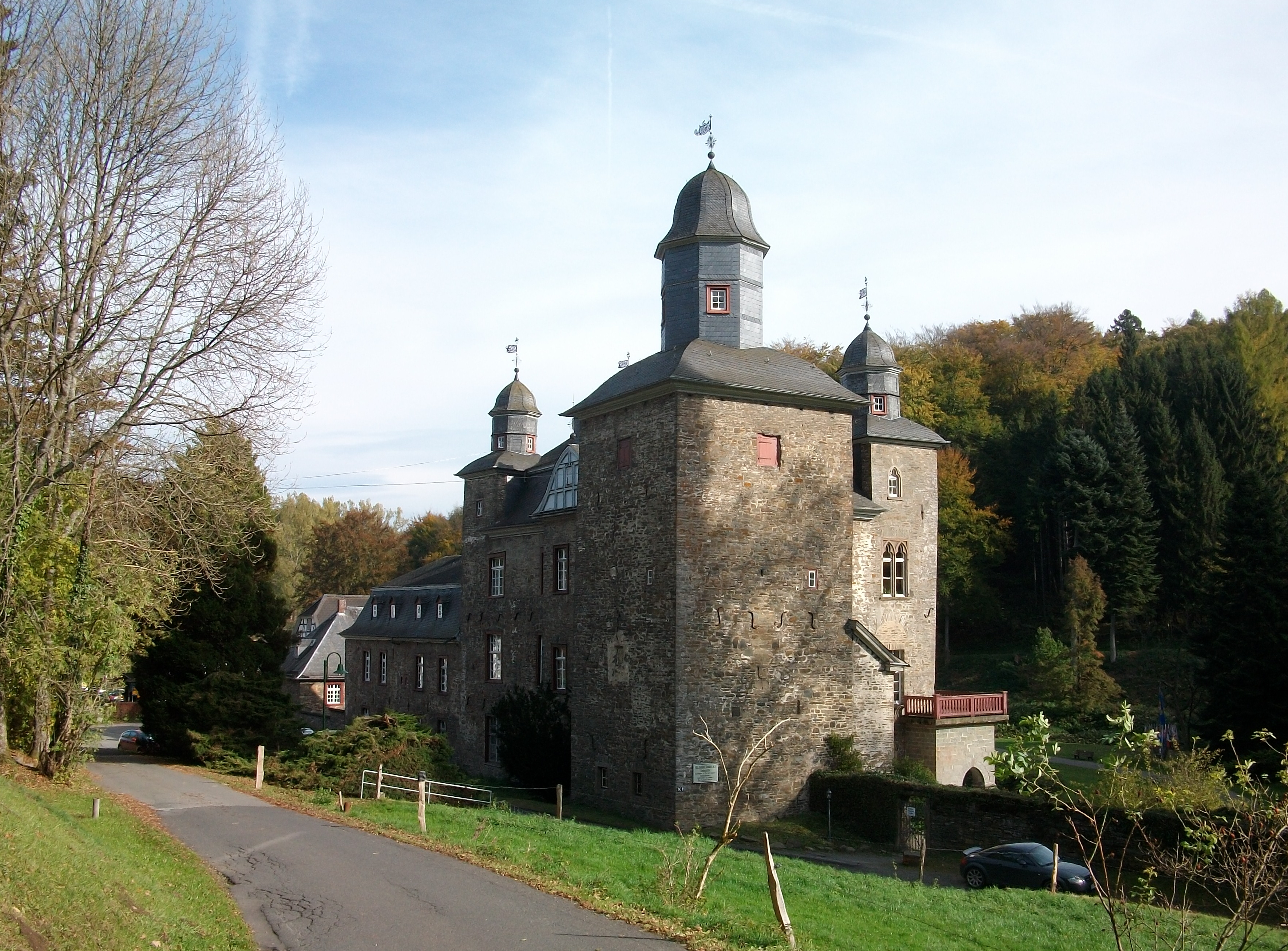
Zámek Gimborn, rodiště Adama ze Schwarzenbergu

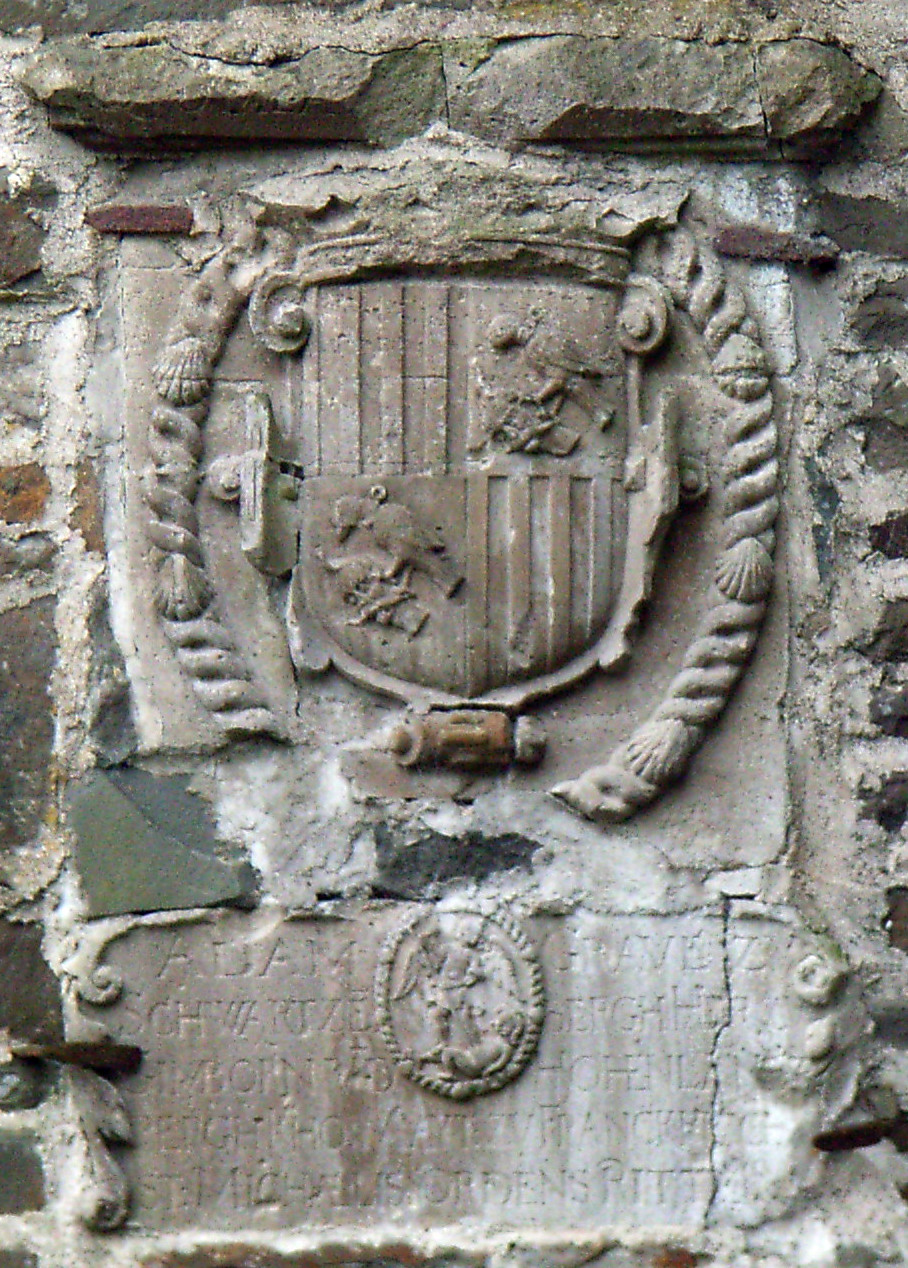
Erb hraběte Adama na jeho rodném zámku

Adam ze Schwarzenbergu se narodil na zámku Gimborn v Marském hrabství v dnešním Severním Porýní-Vestfálsku. Jeho otcem byl Adolf hrabě ze Schwarzenbergu, jeho matkou byla Markéta (Margaretha) svobodná paní Wolffová z Metternichu.
Rod Schwarzenbergů pochází ze stejnojmenného hradu v okolí města Seinsheim v bavorských Středních Francích. Poprvé se písemně zmiňuje roku 1172 a v roce 1599 byl povýšen do říšského hraběcího stavu.
V roce 1600 jako šestnáctiletý převzal tituly a majetky svého otce, který padl v boji proti Turkům. Své politické ambice na straně Braniborska, mezi jehož zemskou šlechtu Schwarzenbergové patřili, poprvé prokázal po roce 1609 v boji o julišsko-klevské dědictví, když se otevřeně postavil na stranu kurfiřta Jana Zikmunda, což mu však vyneslo uvalení císařské klatby.
V roce 1613 se Adam oženil s Markétou svobodnou paní z Pallantu, která však zemřela o dva roky později při porodu druhého syna Jana Adolfa. Adam Schwarzenberg se již znovu neoženil, a místo toho vstoupil do johanitského řádu, a roku 1625 byl zvolen – ač katolického vyznání – jeho velmistrem.

### Politická kariéra vBraniborsku
V následujících letech působil jako tajný rada ve službách Braniborska, kde brzy nabyl značného vlivu na celé radní kolegium a rozhodujícím způsobem tak ovliňoval politiku, zjeména pak v dolnorýnských zemích. Stejně tak v Bergsku využíval svou moc k prosazení vlastních zájmů. Zde nechal roku 1610 prohlásit své domovské panství Gimborn Janem Zikmundem Braniborským a Wolfgangem Vilémem Falcko-Neuburským za poddanské panství k hrabství Mark, a toto panství bylo roku 1614 i přes ostré protesty markských rytířů věnováním Jiřího Viléma Braniborského přifařeno k sousední farnosti Gummersbach a Müllenbach a roku 1630 dosáhl vyčlenění celého Neustadtu z hrabství Mark a vzniku nového „svobodného říšského panství“, jež bylo v roce 1631 uznáno císařem jako panství Gimborn-Neustadt přímo poddané císaři.
V prvních dvaceti letech třietileté války byl Adam ze Schwarzenbergu jednou z nejvlivnějších osob braniborské státní rady a za panování kalvinistického kurfiřta Jiřího Viléma Braniborského dosáhl vrcholu své kariéry. Pod jeho vlivem změnilo Braniborsko (dle momentální situace) několikrát strany, což bylo dáno jeho politikou orientovanou na dosahování územních zisků. Přitom si počínal bez ohledu na zájmy protestantů, čímž si znepřátelil nejen své bergské poddané.
Schwarzenberg během svého místodržitelství nashromáždil obrovský majetek, díky čemuž mohl dokonce samotnému kurfiřtu Jiřímu Vilémovi poskytovat úvěry, za což získával další privilegia. Takto se často proplétaly soukromé záležitosti se státními a situace byla po čase velmi nepřehledná, neboť písemné podklady obvykle chyběly.

### Za vlády Bedřicha Viléma
Když se roku 1640 ujal vlády nový kurfiřt Bedřich Vilém, ponechal zpočátku Schwarzenberga v úřadu, ukázal mu však svou sílu a odhodlání. S rostoucím vlivem Schwarzenbergova soka, braniborského tajného rady Samuela z Winterfeldu na mladého kurfiřta, slábla Schwarzenbergova moc. Pouhý měsíc po smrti svého otce převedl Bedřich Vilém velení nad pevností Kostřín i s tamní kavalerií na Konráda z Burgsdorffu. Schwarzenberg protestoval, neboť za kurfiřta Jiřího Viléma bylo zvykem, že obě tyto funkce byly obsazovány odděleně, mladý kurfiřt se však jeho námitkou vůbec nezabýval. Naopak stále více omezoval kompetence hraběte Schwarzenberga v oblasti zahraniční politiky a vojenství. Ten se nakonec dokonce musel v posledních letech ze svých někdejších politických kroků zodpovídat.

### Konec kariéry a závěr života
Stálé oslabování Schwarzenbergovy moci mladým kurfiřtem a osočování jeho politiky za vlády předchůdce tehdy téměř šedesátiletého muže stále více vyčerpávalo. Den před jeho smrtí si šest důstojníků Rochowova pluku stěžovalo na nevyplacený žold, takže po prudké diskusi jej musel vyplatit z vlastní pokladnice. Nakonec jej dostihl ještě dopis jistého braniborského velitele s dalšími výtkami. V ranních hodinách 14. března 1641 Schwarzenberg zemřel na záchvat mrtvice.
Jeho syn a dědic Jan Adolf ze Schwarzenbergu získal po svém otci pouze movitý majetek. Privilegia mu byla odňata a panství, jako např. panství Huyssen v Klevsku, vyvlastněna.
Delší dobu kolovaly zvěsti o tom, že Adam ze Schwarzenbergu nezemřel přirozenou smrtí, nýbrž, že měl být na příkaz Bedřicha Viléma tajně sťat, načež nechal Bedřich II. Velký v roce 1777 Schwarzenbergovy ostatky exhumovat. Při ohledání Schwarzenbergových ostatků, které provedl Ernst Ludwig Heim, však byla prokázána neporušenost krčního obratle a tím i nepravdivost fámy.. Zpráva o vyšetření je uložena v archivu v kostele sv. Mikuláše v Berlíně-Špandavě.